# Frankische roman
De Frankische roman, Karolingische roman of Karelroman is een bepaald type ridderroman waarin een bekende historische figuur – in het bijzonder Karel de Grote – de hoofdrol speelt. Een Frankische roman werd vanaf de jaren 1930 ook wel een voor-hoofse roman genoemd. In de jaren 1970 is deze term onder vuur komen te liggen: veel personages in de Karelepiek gedragen zich uitermate hoofs en veel slechteriken in de hoofse literatuur zijn onhoofs.

## Kenmerken
Het thema van de Frankische romans gaat dus terug op achterhaalbare historische feiten en personen, terwijl de setting tegelijkertijd iets sprookjesachtigs heeft. Nog iets heel belangrijks in deze teksten is de trouw aan de vorst. De personages zullen in alle omstandigheden trouw blijven aan hun heerser. Andere kenmerken zijn het verheerlijken van brute kracht, het zeer geringe aanzien van de vrouw en als laatste de zogeheten epische verdichting - wat wil zeggen dat ook de daden van andere historische figuren aan Karel de Grote worden toegeschreven.

## Voorbeelden
Bekende voorbeelden van Frankische romans uit de canon van de Nederlandse literatuur zijn Karel ende Elegast, Renout van Montalbaen en het Roelantslied. Andere voorbeelden zijn Willehalm van Wolfram von Eschenbach, Aymeri de Narbonne, Girart de Vienne van Bertrand de Bar-sur-Aube en Huon de Bordeaux.
Veel van deze Frankische romans zijn geschreven door een minstreel, een rondreizende dichter die 'het koninklijk huis' in die tijd vermaakte met zelfgeschreven gedichten en verhalen.